# The Pulse of Decay
The Pulse of Decay – czwarty album studyjny norweskiego zespołu Hades Almighty, wcześniej działającego jako Hades.

## Lista utworów
1. „216 / Cataclysmic” – 1:26
2. „Submission Equals Suicide” – 4:26
3. „The Pulse of Decay” – 5:35
4. „Antichrist Inside” – 4:21
5. „Vendetta Assassination” – 4:09
6. „Apocalypse” – 6:42
7. „Razor” – 6:25

W 2004 ukazała się reedycja albumu, poszerzona o następujące utwory:
1. „Generation Murder - Rape”
2. „Cyber Alchemist”
3. „Each Dawn I Die” (cover Manowar)
4. „Submission Equals Suicide” (video)

## Twórcy
- Jan Otto „Janto” Garmanslund – śpiew, gitara basowa
- Jørn Inge Tunsberg – gitara, instrumenty klawiszowe
- Remi Andersen – instrumenty perkusyjne